# F. à Léo
Albums de Roberto Cipelli, Paolo Fresu, Philippe Garcia, Gianmaria Testa, Attilio Zanchi
Da questa parte del mare
(2006) Solo dal vivo
(2009)
F. à Léo est un album collégial du quintette de musique-jazz composé de Roberto Cipelli, Paolo Fresu, Philippe Garcia, Gianmaria Testa, Attilio Zanchi paru le 3 mars 2008 sur le label Bonzai Records en hommage au chanteur français Léo Ferré.

## Liste des titres de l'album
Les arrangements sont des auteurs de l'album :	 
1. Avec le temps - 2:00 (Léo Ferré)
2. Les Forains - 3:22 (Léo Ferré)
3. À Saint-Germain-des-Prés - 6:27 (Léo Ferré)
4. Lettura art poétique (contrebasse) - 0:26 (texte : Paul Verlaine)
5. Vingt ans - 3:05 (Léo Ferré)
6. Lettura art poétique (guitare) - 0:31(texte : Paul Verlaine)
7. Les Poètes - 3:58 (Léo Ferré)
8. F. - 6:05 (Roberto Cipelli)
9. Lettura art poétique (piano) - 0:26 (texte : Paul Verlaine)
10. Free poétique - 3:23 (Roberto Cipelli)
11. Monsieur William - 3:22 (texte : Jean-Roger Caussimon, musique : Léo Ferré)
12. Lettura art poétique (trombone) - 0:38 (texte : Paul Verlaine)
13. L'Adieu - 3:22 (Léo Ferré)
14. Lontano lontano - 4:12 (Luigi Tenco)
15. Lettura art poétique (batterie) - 0:30 (texte : Paul Verlaine)
16. Colloque sentimental - 3:09 (Léo Ferré)
17. Col tempo sai - Avec le temps - 3:20 (Léo Ferré/Adaptation :  Enrico Medail,  Gian Piero Simontacchi )

## Musiciens ayant participé à l'album
- Roberto Cipelli : piano
- Paolo Fresu : trompette, bugle
- Philippe Garcia : batterie, percussions
- Gianmaria Testa : guitare, chant
- Attilio Zanchi : contrebasse